# Зоран Ранкић
Зоран Ранкић (Дервента, 9. август 1935 — Београд, 9. децембар 2019) био је југословенски и српски телевизијски и позоришни глумац, првак Београдског драмског позоришта, драмски писац, редитељ, афористичар, сатиричар, песник и сликар графичар.
Глумом је почео да се бави 1951. године, када је заиграо у Народном позоришту Сарајево, чији је био члан до краја 1960. године. Од 1961. до 1996. био је члан Југословенског драмског позоришта, где је глумио у великом броју позоришних представа. Остварио је 26 филмских и ТВ улога. Широј јавности најпознатији је по улогама Николе Калабића у ТВ серији Последњи чин и Жарка Попаре у ТВ серији Срећни људи.
Осим у глуми, истакао се и у књижевности објавивши неколико књига и збирки песама, а за свој рад је вишеструко награђиван. Од средине седамдесетих година објављивао је афоризме у више дневних листова, укључујући хумористичко-сатиричне, месечне новине Ошишани јеж. Ранкићева поезија поређена је са поезијом Лазе Костића, док је његове драме Момо Капор поредио са драмама писца Александра Поповића.
Био је члан више уметничких удружења, а уврштен је у више српских и страних књига афоризама. Године 2018. објављена је Ранкићева монографија.
Последње године живота провео је повучено у Дому за стара лица у Крњачи, где је и преминуо 9. децембра 2019. године.

## Биографија
Ранкић је рођен 9. августа 1935. године у Дервенти, у тадашњој Краљевини Југославији. У Горњи Милановац, родно место његове мајке Злате, у Србију, стигао је као избеглица током Другог светског рата. У младости је желео да постане оперски певач, али током похађања гимназије одлучио је да постане глумац завршавајући Средњу драмску школу у Сарајеву 1951. године. Током младости глумачки узори били су му: Бранко Плеша, Љубомир Тадић и Миливоје Живановић.
Остварио је више стотина улога на радију, а познат је и по изванредним интерпретацијама поезије на бројним књижевним вечерима. Био је члан Удружења драмских уметника Србије, Удружења књижевника Србије, Удружења драмских писаца Србије и Удружења књижевника Републике Српске, секције сатиричара Удружења књижевника Србије и почасни члан Београдског афористичарског круга.
Поред телевизијских и филмских улога, објавио је неколико збирки песама, драмских дела и књиге афоризама. Иако је четрдесет година играо у Београдском драмском позоришту и остварио улоге у 26 ТВ филмова и серија, није добио ниједну глумачку награду, већ је добитник неколико награда за књижевни рад.
Најзначајније улоге одиграо је као Никола Калабић у ТВ серији Последњи чин и као Жарко Попара у ТВ серији Срећни људи. Ранкићев деда је бринуо о Николи Калабићу током средњошколских дана, а његов отац се током школских дана дружио с њим.
Заступљен је у лексикону Ко је ко у Србији, у антологији Мирослава Вражине Ко је ко у нашем хумору и сатири, антологији Витомира Теофиловића Враг и шала (Пола столећа српског афоризма), која је преведена на руски језик, у антологији сатиричног афоризма Републике Српске Лед је пробијен! Ускачите Душка М. Петровића, као и антологији савременог српског сатиричног афоризма В. Теофиловића Случајни узорак. Афоризми Зорана Ранкића уврштени су у две руске антологије афоризама које је штампала московска издавачка кућа „Вече”.
Ранкић је један од српских сатиричара и афористичара уврштених у антологију српске сатире и афористике на енглеском језику под насловом Српска сатира и афоризми, која је објављена у Сједињеним Америчким Државама у издању New Avenue Books, приређивача Бранка Микашиновића. Заступљен је и у антологији Милана С. Димитријевића под називом Космички цвет. Новинарка Звездана Станковић је 10. јануара 2018. објавила монографију о глумцу и књижевнику Ранкићу.
Од краја новембра 2019. Ранкић је живео у Дому за стара лица у Крњачи. Дуже време је боловао од рака. Преминуо је 9. децембра 2019. године у старачком дому у Београду. Сахрањен је на Новом бежанијском гробљу у Београду.

## Каријера

### Глума
Прва глумачка остварења имао је након завршетка Средње драмске школе 1951. године. Паралелно са глумом све време се бавио писањем, а од 1975. почео је да пише афоризме на наговор Миодрага Илића, тадашњег управника Београдског драмског позоришта. Док је живео у Сарајеву, дружио се с режисером и сценаристом Бором Драшковићем и сликаром и књижевником Момом Капором.
Позоришну каријеру започео је у Народном позоришту у Сарајеву, чији је био члан до 1960. године. У Малом позоришту Сарајево био је од 1971. године, а у Савременом позоришту Београд од 1961. до 1999. године, у ком је одиграо више од 50 позоришних представа. Са глумицом Љиљаном Лашић био је партнер у двадесет представа.
Прву телевизијску улогу добио је у филму Сектор Д 1962. године, а наредне године појавио се у две епизоде телевизијске серије Шест свечаних позивница и ТВ филмовима Воз који носи наочаре и Афера Сент Фијакр као Емил Готје. Године 1966. имао је улогу у филму Крешталица, а 1968. појавио се у једној епизоди серије Код Лондона. У филму Здравка Шотре Непријатељ народа тумачио је улогу Ховстада, уредника новина, а наредних година глумио је и у ТВ филмовима Седам писара (1970), Клопка за генерала (1971), Пета колона (1973; тумачио оперативца ОЗНЕ), Заклетва (1974; тумачио домара) и у ТВ филму Обешењак (1974). У телевизијском документарном филму Човек буна из 1976. појавио се у улози Васе Пелагића.
Као глумац скренуо је пажњу на себе улогом Николе Калабића 1982. године, којег је играо у ТВ серији Последњи чин. Иако је требало да одглуми највећег издајника према социјалистички оријентисаним изворима о Калабићу, имао је слободу и није га тако одиграо. Серија је постала изузетно популарна, али Ранкић је због улоге трпео одређене последице. Тврдио је да му је власт у СФРЈ ускратила изгласану Октобарску награду јер је тумачио улогу четничког војводе. Лик четничког војводе првобитно је требало да глуми Бата Живојиновић, који се повредио, након њега Драгомир Бојанић Гидра, али се редитељ Сава Мрмак ипак одлучио да улогу додели Ранкићу.
У ТВ серији Шпанац 1982. имао је улогу Миодрага Стаматовића, истражног судије, а 1984. био је у улози Радомира Чарапића, заменика управника логора Бањица у ТВ серији Бањица. Након тога играо је 1986. улоге у ТВ серијама Мисија мајора Атертона као генерал Љубо Новаковић и Одлазак ратника, повратак маршала као доктор Иван Шубашић, а исте године и у ТВ филму Тајна Лазе Лазаревића као тужилац. Године 1988. имао је улогу Благоја Нешковића у телевизијској серији Саве Мрмака Четрдесет осма — Завера и издаја, а наредне улоге 1991. као Тома Милиновић „Тополивац” у ТВ серији Јастук гроба мог и Чврга у ТВ филму Смрт госпође Министарке.
У периоду од 1993. до 1996. играо је у улози Жарка Попаре у ТВ серији Срећни људи, где је био један од омиљених глумаца, а појавио се у 23 епизоде серије.
Након десет година паузе од глуме, појављивао се с мањим улогама у ТВ серијама Љубав, навика, паника (2006) као Цане удбаш, Бела лађа (2007) као судија Ракочевић, Агенција за СИС (2006—2007), Кафаница близу СИС-а (2007—2008) као Миодраг и у једној епизоди ТВ серије Мој рођак са села као Томић 2008. године.

### Књижевност
Аутор је драмских дела Скретница и Калемегданци, који су у његовој режији постављени на сцени Београдског драмског позоришта 6. марта 1994. године.
Друга Ранкићева драма Скретница објављена је 2007. (Артпринт, Бања Лука), с Калемегданцима, у његовој књизи Српске комедије дакле драме.
Аутор је збирки песама: Аорист (1992) Ексер (2006), Призори (2014), Претешко ништа (2017) и Словенски знак (2017) те књига афоризама: Довиђења, како сте? (1990, 1993), Афоризми (1999), Балкански нервчик (2005), Овде киша али и Србија (2006) Код цара у подне (2012), Ништа свега (2012), Афоризми (2012) и Збогом заувек, одмах се враћам (2014), као и књиге драме Српске комедије дакле драме (2007).
Афоризме је објављивао од средине 1970-их година у дневним новинама и часописима Рефлектор, Експрес Политика, Вечерње новости, Политика (рубрика Сатирикон), Отаџбина, Кафане, Нова Зора, Књижевност и у другим. Био је стални сарадник Ошишаног јежа више од 15 година, у коме је објављивао афоризме у рубрици Балкански нервчик.
По његовом афоризму име је добио филм Бориса Митића Довиђења, како сте? из 2009. године.
Осамдесетих година имао је сатиричну рубрику Афоризми једног глумца на страни Ведра страна света у дневним новинама Вечерње новости.
Један је од аутора књиге афоризама и пословица под називом Од Страдије до Страдије из 2007. године. Године 2018. Ранкић је објавио књигу поезије Са мале пруге јављам посвећену Горњем Милановцу, где је провео ратни део детињства. Коаутор је књиге афоризама Мељава времена (2019), с Михајлом Ћирковићем и Бранкицом Милановић.
Ранкићеву поезију Чедомир Марковић поредио је с поезијом Лазе Костића, а Момо Капор је његове драме поредио са драмама писца Александра Поповића и Ранкића назвао „настављачем београдског духа.”
Добитник је више награда за књижевни рад, попут Награде Драгиша Кашиковић за књигу Код цара у подне (2012), Награде Вечерњих новости за новинску сатиру Јован Хаџи Костић (2014), Награде Радоје Домановић за животно дело за стваралаштво у области хумора и сатире (2015) и многих других.

## Филмографија
|                   | 1960.▼ | 1970.▼ | 1980.▼ | 1990.▼ | 2000.▼ | Укупно |
| ----------------- | ------ | ------ | ------ | ------ | ------ | ------ |
| Дугометражни филм | 0      | 1      | 0      | 0      | 0      | 1      |
| ТВ филм           | 5      | 4      | 1      | 1      | 0      | 11     |
| ТВ серија         | 2      | 0      | 3      | 1      | 5      | 11     |
| ТВ мини серија    | 0      | 0      | 3      | 1      | 0      | 4      |
| Укупно            | 6      | 5      | 7      | 3      | 5      | 27     |

| Год.       | Назив                                      | Улога                               |
| ---------- | ------------------------------------------ | ----------------------------------- |
| 1960-е▲    |                                            |                                     |
| 1962.      | Сектор Д (ТВ)                              |                                     |
| 1963.      | Афера Свети Фијакер (ТВ)                   | Емил Готје                          |
| 1963.      | Шест свечаних позивница (серија)           |                                     |
| 1966.      | Крешталица (ТВ)                            |                                     |
| 1966.      | Воз који носи наочаре (ТВ)                 |                                     |
| 1968.      | Код Лондона (серија)                       |                                     |
| 1969.      | Непријатељ народа (ТВ)                     | Ховстад, уредник новина             |
| 1970-е▲    |                                            |                                     |
| 1970.      | Седам писара (ТВ)                          |                                     |
| 1971.      | Клопка за генерала                         | оперативац ОЗНЕ                     |
| 1973.      | Пета колона (ТВ)                           |                                     |
| 1974.      | Заклетва (ТВ)                              | домар                               |
| 1974.      | Обешењак (ТВ)                              |                                     |
| 1980-е▲    |                                            |                                     |
| 1982.      | Шпанац (мини-серија)                       | Миодраг Стаматовић, истражни судија |
| 1982.      | Последњи чин (мини-серија)                 | Никола Калабић                      |
| 1984.      | Бањица (мини-серија)                       | Радомир Чарапић                     |
| 1986.      | Тајна Лазе Лазаревића (ТВ)                 | тужилац 1                           |
| 1986.      | Одлазак ратника, повратак маршала (серија) | доктор Иван Шубашић                 |
| 1986.      | Мисија мајора Атертона (серија)            | генерал Љубо Новаковић              |
| 1988.      | Четрдесет осма — Завера и издаја (серија)  | доктор Благоје Нешковић             |
| 1990-е▲    |                                            |                                     |
| 1991.      | Јастук гроба мог (мини-серија)             | Тома Милиновић „Тополивац”          |
| 1991.      | Смрт госпође Министарке (ТВ)               | Чврга                               |
| 1993—1996. | Срећни људи (серија)                       | Жарко Попара                        |
| 2000-е▲    |                                            |                                     |
| 2006.      | Љубав, навика, паника (серија)             | Цане удбаш                          |
| 2007.      | Бела лађа (серија)                         | Судија Ракочевић                    |
| 2006—2007. | Агенција за СИС (серија)                   | Миодраг                             |
| 2007—2008. | Кафаница близу СИС-а (серија)              | Миодраг                             |
| 2008.      | Мој рођак са села (серија)                 | Томић, сељак                        |

## Позоришне представе
| Премијера           | Представа                                 | Улога                                  | Редитељ                | Позориште                    |
| ------------------- | ----------------------------------------- | -------------------------------------- | ---------------------- | ---------------------------- |
| 12. децембар 1954.  | Дане                                      | Мећава                                 | Владо Јаблан           | Народно позориште Сарајево   |
| 21. септембар 1955. | Људи                                      | Филип Ерлих                            | Боро Григоровић        | Народно позориште Сарајево   |
| 12. новембар 1955.  | Едвардова дјеца                           | Бруно                                  | Владо Јаблан           | Народно позориште Сарајево   |
| 19. јануар 1956.    | Догађај у место Гоги                      | Писар Кликот                           | Боро Григоровић        | Народно позориште Сарајево   |
| 17. април 1956.     | Песма                                     | Мића                                   | Владо Јаблан           | Народно позориште Сарајево   |
| 10. фебруар 1957.   | Галеб                                     | Трепљов                                | Владо Јаблан           | Народно позориште Сарајево   |
| 5. мај 1957.        | Мајка Храброст и њена дјеца               | Млади војник                           | Боро Григоровић        | Народно позориште Сарајево   |
| 1957.               | Свога тијела господар                     | Јожа                                   | Берислав Мркшић        | Народно позориште Сарајево   |
| 10. новембар 1957.  | На прелому                                | Шести морнар крстарице                 | Меша Селимовић         | Народно позориште Сарајево   |
| 8. мај 1958.        | Рт према мјесечини                        | Павле Други                            | Владо Јаблан           | Народно позориште Сарајево   |
| 12. новембар 1958.  | Крваве свадбе                             | Мјесец као млади дрвосјеча             | Владо Јаблан           | Народно позориште Сарајево   |
| 9. јануар 1959.     | Дундо Мароје                              | Влахо                                  | Марко Фотез            | Народно позориште Сарајево   |
| 26. април 1959.     | Лекција                                   | Професор                               | Боро Драшковић         | Народно позориште Сарајево   |
| 19. септембар 1959. | Цар Едип                                  | Хоровођа                               | Хуго Клајн             | Народно позориште Сарајево   |
| 4. новембар 1959.   | Страдија                                  | Седам улога                            | Боро Драшковић         | Народно позориште Сарајево   |
| 23. јануар 1960.    | Хамлет                                    | Дух Хамлетовог оца                     | Боро Драшковић         | Народно позориште Сарајево   |
| 28. фебруар 1960.   | Хенрик Осми и његове жене                 | Хенрик                                 | Боро Драшковић         | Народно позориште Сарајево   |
| 24. децембар 1960.  | Дуго путовање у ноћ                       | Едмунд Тајрон                          | Владо Јаблан           | Народно позориште Сарајево   |
| 17. јануар 1961.    | Човек, животиња и врлина                  | Др Нино Пулејо                         | Миленко Маричић        | Савремено позориште Београд  |
| 8. октобар 1961.    | Аутобиографија Б. Нушића и Б. Михаиловића | биограф, директор и адвокат            | Александар Гловацки    | Савремено позориште Београд  |
| 18. април 1962.     | Сви свеци на гробљу                       | Павле Павловић                         | Предраг Динуловић      | Савремено позориште Београд  |
| 1. октобар 1962.    | Физичари                                  | Ернст Хајнрих Ернести                  | Јован Путник           | Савремено позориште Београд  |
| 17. новембар 1962.  | Андора                                    | Војник                                 | Соја Јовановић         | Савремено позориште Београд  |
| 9. новембар 1963.   | Филип на коњу                             | Станко, II борац                       | Боро Григоровић        | Савремено позориште Београд  |
| 11. март 1964.      | У логору                                  | др Пуба Аграмер                        | Предраг Динуловић      | Савремено позориште Београд  |
| 24. мај 1964.       | Венчаница                                 | Роберт Кнол                            | Марко Фотез            | Савремено позориште Београд  |
| 7. октобар 1964.    | Мистер долар                              | Господин из угледне породице           | Марко Фотез            | Савремено позориште Београд  |
| 12. децембар 1964.  | Мећава                                    | Мадали Нијазмедов                      | Предраг Динуловић      | Савремено позориште Београд  |
| 25. фебруар 1965.   | Халелуја                                  | Зола                                   | Александар Гловацки    | Савремено позориште Београд  |
| 29. април 1965.     | Случај Опенхајмер                         | К. А. Роландер                         | Александар Огњановић   | Савремено позориште Београд  |
| 3. октобар 1965.    | Тугованка за господина Чарлија            | Ричард                                 | Александар Огњановић   | Савремено позориште Београд  |
| 26. октобар 1967.   | Црвена коњица                             | Анфасиј Хлебњиков                      | Александар Огњановић   | Савремено позориште Београд  |
| 29. фебруар 1968.   | Хамлет                                    | Лаерт                                  | Небојша Комадина       | Савремено позориште Београд  |
| 2. јун 1968.        | Непријатељ народа                         | Ховстад                                | Александар Огњановић   | Савремено позориште Београд  |
| 6. октобар 1968.    | Камени гост                               | Дон Хуан                               | Слободан Стојановић    | Савремено позориште Београд  |
| 8. јануар 1969.     | На леђима јежа                            | Коста Турчин                           | Александар Огњановић   | Савремено позориште Београд  |
| 29. април 1969.     | Ћутње Слободана Раденика                  | Секулић                                | Бора Марковић          | Савремено позориште Београд  |
| 18. март 1970.      | Станоје Главаш                            | Станоје Главаш                         | Благота Ераковић       | Савремено позориште Београд  |
| 11. јануар 1971.    | Краљ Бетајнове                            | Франц Бернот                           | Александар Огњановић   | Савремено позориште Београд  |
| 7. јануар 1972.     | Ревизор                                   | Амос Фјодорович Љапкин—Тјапкин         | Мирослав Миња Дедић    | Савремено позориште Београд  |
| 14. фебруар 1973.   | Бомбардовали смо Њу Хевн                  | Наредник Хендерсон                     | Радослав Дорић         | Савремено позориште Београд  |
| 17. новембар 1973.  | Очима једног кловна                       | Господин Шницлер                       | Александар Огњановић   | Савремено позориште Београд  |
| 17. фебруар 1974.   | Вишњев сад                                | Гајев                                  | Небојша Комадина       | Савремено позориште Београд  |
| 8. октобар 1974.    | Покојник                                  | Господин Ђурић                         | Александар Огњановић   | Савремено позориште Београд  |
| 12. јануар 1975.    | Песма                                     | Вековић                                | Александар Огњановић   | Савремено позориште Београд  |
| 6. децембар 1975.   | Максим Црнојевић                          | Иво Црнојевић                          | Бранислав Мићуновић    | Београдско драмско позориште |
| 15. фебруар 1976.   | Вагон Ге                                  | Црни                                   | Радомир Бајо Шарановић | Београдско драмско позориште |
| 29. април 1976.     | Завера или Дуго праскозорје               | Сцевин                                 | Вида Огњеновић         | Београдско драмско позориште |
| 21. јун 1976.       | На реду је Шпанија                        |                                        | Бранислав Мићуновић    | Београдско драмско позориште |
| 7. новембар 1976.   | Пуч                                       | Хреља                                  | Желимир Орешковић      | Београдско драмско позориште |
| 22. мај 1977.       | Ћутње Слободана Раденика                  | Секулић                                | Бода Марковић          | Београдско драмско позориште |
| 8. јануар 1978.     | Ласал или непоуздани непријатељ           | Пуковник Ристор                        | Богдан Рушкуц          | Београдско драмско позориште |
| 15. март 1978.      | Отмица                                    | Џек                                    | Оливер Викторовић      | Београдско драмско позориште |
| 28. децембар 1979.  | Прошлог лета у Чулимску                   | Мечеткин                               | Славенко Салетовић     | Београдско драмско позориште |
| 5. април 1980.      | Разарање говора                           | Борис                                  | Нађа Јањетовић         | Београдско драмско позориште |
| 7. март 1981.       | Амадеус                                   | Император Јозеф Други, владар Аустрије | Паоло Мађели           | Београдско драмско позориште |
| 25. децембар 1981.  | Сумњиво лице                              | Жика                                   | Александар Огњановић   | Београдско драмско позориште |
| 16. фебруар 1983.   | Сентандрејска рапсодија                   | Константин Негован                     | Милош Лазин            | Београдско драмско позориште |
| 13. мај 1983.       | Вечерас импровизујемо                     | Доктор Хинкфус                         | Паоло Мађели           | Београдско драмско позориште |
| 8. јануар 1984.     | Догађај у место Гоги                      | Отмар Прелих                           | Златко Свибен          | Београдско драмско позориште |
| 10. март 1984.      | Самоубица                                 | Виктор Викторовић                      | Дејан Мијач            | Београдско драмско позориште |
| 18. јануар 1987.    | Писмо-глава                               | Светозар Слишковић                     | Владимир Лазић         | Београдско драмско позориште |
| 10. април 1987.     | Саслушање                                 | Калман Колоши                          | Бранислав Мићуновић    | Београдско драмско позориште |
| 23. април 1988.     | Ново је доба                              | Радоје Белегишки                       | Егон Савин             | Београдско драмско позориште |
| 20. новембар 1988.  | Косово                                    | Кнез Лазар                             | Бранислав Мићуновић    | Београдско драмско позориште |
| 25. децембар 1992.  | Наши очеви                                | Госпон Јошка                           | Ана Миљанић            | Београдско драмско позориште |
| 6. март 1994.       | Калемегданци                              | Чувар Калемегдана                      | Зоран Ранкић           | Београдско драмско позориште |
| 9. јун 1995.        | Камен за под главу                        | Милун Вучетић                          | Бранислава Стефановић  | Београдско драмско позориште |
| 9. фебруар 1996.    | Никад се не зна                           | Главни келнер                          | Мирослав Беловић       | Београдско драмско позориште |

## Награде и признања
- Награда у категорији за радио-драму за три улоге у радио-драми De profundis, Шесто Стеријино позорје (1961)[50]
- Годишња награда Ошишаног јежа „Браћа Ормаи” (2002)[51]
- Годишња награда Ошишаног јежа „Јежева бодља” (2003)[44]
- Награде „Чивија”, Шабачка чивијада[44]
- Награда за хумористично-сатирично стваралаштво Радоје Домановић за мултимедијални и књижевни допринос сатири у области филма, позоришта, телевизије и радија (2011)[50]
- Награда Драгиша Кашиковић у категорији за афористику за књигу Код цара у подне (2012)[44]
- Златна значка Културно-просветне заједнице Србије за рад и стваралачки допринос ширењу културе (2012)
- Признање „Ја Крчединац” за достигнућа у области сатире (2013)[52]
- Награда Вечерњих Новости за новинску сатиру „Јован Хаџи Костић” (2014)[48]
- Награда Београдског афористичарског круга за животно дело (2014)
- Награда Радоје Домановић за животно дело за стваралаштво у области хумора и сатире (2015)[53]
- Награда Београдског афористичарског круга за животно дело (2014)[10]
- Сребрна медаља „Таковски устанак” (2018)[1][54]

## Рекли су о Ранкићу
Са својом епском ширином у своје улоге је уносио небо а скупљао се када је писао афоризме. И у једном и у другом био је најбољи.— Љиљана Лашић, српска глумица.
Као глумац на врхунцу своје каријере и зрелости, првак Београдског драмског позоришта, а пре тога уметник који је одиграо раскошан репертоар на сцени Народног позоришта у Сарајеву, у бриљантним режијама Боре Драшковића, од Професора у Јонесковој „Лекцији” до Хенрика VIII, Зоран Ранкић се, заиста, наизговарао туђих речи и наносио најразличитијих костима..— Драгутин Минић Карло, српски новинар и сатиричар.
Зоран Ранкић је настављач београдског духа.— Момо Капор, српски сликар, књижевник и новинар.
Ранкић је најчистији настављач Домановића. Међу нашим афористичарима он је најјачи, не само физички него и ментално. Зоран Ранкић се непрестано мењао и кад је остао исти, поуздано мислећи, уметник. Сатирична жестина учинила је да његови афоризми делују као снажни зимски ветрови који носе све пред собом— Ратко Божовић, српски књижевник и културолог.
Ретко је играо, с обзиром на таленат, темперамент, свеобухватну снагу и драматичну убедљивост, али је увек потврђивао глумачку индивидуалност. Својим маркантним изгледом био је предодређен за драмске улоге, требало је да буде бунтовник херој, а када за то није имао прилику, није себи дозвољавао да буде тек епизода једне драмске ситуације.— Петар Волк, српски позоришни и филмски критичар, историчар и теоретичар.